# Kanton Le Robert-2 Nord
Kanton Le Robert-2 Nord (francouzsky Canton du Robert-2 Nord) byl francouzský kanton v departementu Martinik v regionu Martinik. Tvořila ho část obce Le Robert. Zrušen byl v roce 2015.